# Agnieszka Kunikowska
Agnieszka Katarzyna Kunikowska z domu Skoczek (ur. 2 października 1968 w Łodzi) – polska aktorka dubbingowa i telewizyjna, lektorka telewizyjna.
Prowadzi audycje dla dzieci w Programie I Polskiego Radia. Od 23 czerwca 2019 jest gospodarzem „Lata z radiem”.
Absolwentka wrocławskiego Wydziału Aktorskiego krakowskiej PWST.

## Filmografia

### Filmy i seriale
- 2002: Psie serce jako głos Rosy
- 2005: Pensjonat pod Różą jako głos lektorki
- 2007, 2009: Plebania jako sędzia (odc. 851, 1325)

### Polski dubbing
- 2023: ACME Aprilis – Króliczka Lola (odc. 1, 3)
- 2022: Sonic 2. Szybki jak błyskawica – Szpona[2]
- 2021: Sing 2 – Suki[3]
- 2021: Pszczółka Maja: Mały wielki skarb – Maja
- 2021: Potworna robota – Pani Flint
- 2016:
  - Grzmotomocni – Ciotka Mandy
  - Overwatch – Symmetra
  - Wiedźmin 3: Krew i wino – Triss Merigold
- 2015:
  - Wiedźmin 3: Dziki Gon – Triss Merigold
  - Wiedźmin 3: Serca z kamienia – Triss Merigold
  - Jestem Franky – Sofia Andrade
- 2014–2017:
  - Niech żyje król Julian – Jagódka
- 2014:
  - Transformers: Wiek zagłady – Darcy Tirrel
  - Totalna Porażka na wyspie Pahkitew: Jasmine
  - Pszczółka Maja – Bzyczyna[4]
- 2013:
  - Billy-Kot – Królewna
  - Jeden Z Gangu – Królewna
  - Koty Mówią! – Królewna
  - Chica Vampiro – Catalina
- 2012:
  - Scooby Doo i Brygada Detektywów – Janet Nettles, burmistrzyni Kryształowego Zdroju (odc. 27-29, 32-33, 35, 37-39, 41, 43-44, 47, 49, 52)
  - Lorax
- 2011:
  - Giganci ze stali – Debra
  - Gwiezdne wojny: część VI – Powrót Jedi
  - Gwiezdne wojny: część IV – Nowa nadzieja
  - Wiedźmin 2: Zabójcy królów – Triss Merigold
  - Hop – Pani Królicka
  - Tara Duncan – Nelos
  - Przyjaciele z Kieszonkowa
- 2010:
  - Shrek ma wielkie oczy – Fiona
  - Biała i Strzała podbijają kosmos
  - Aniołki i spółka – Mama Andrzeja, Profesor Drakonia
  - Kick Strach się bać – Kendall
  - Jak ukraść księżyc – Panna Hattie
  - Shrek Forever – Fiona
  - Toy Story 3 – Trixie
  - Big Time Rush – pani Knight
  - True Jackson – Amanda
  - Pieskie życie – Holly
  - Mass Effect 2 – Komandor Shepard
  - Rajdek – mała wyścigówka – Rajdek
  - Zakochany wilczek – Eve
- 2009: Dragon Age: Początek
- 2008: Potwory i piraci – Eliza
- 2007:
  - Król Maciuś Pierwszy – Hania
  - Sushi Pack – Kani
  - Mój przyjaciel królik
  - Opowieści Mamy Mirabelle – Kala
  - Mój przyjaciel lis – narrator
  - Koń wodny: Legenda głębin
  - Don Chichot
  - Rodzinka Robinsonów
  - iCarly – różne głosy
  - Wiedźmin – Triss Merigold
  - Proste życie – narrator
  - Pada Shrek – Fiona
  - Barbie i magia tęczy – Azura
  - Shrek Trzeci – Fiona
  - Happy Wkręt – Kopciuszek
  - SamSam
  - Nurkuj, Olly – AMMO
  - Fineasz i Ferb – Linda Flynn
- 2006:
  - Pomocnik św. Mikołaja − Tim Tim
  - Wiewiórek – Lucille, mama Antka
  - Polly World – Polly
  - Lampy Podłogowe i tajemnicza wyspa – Bine
  - Skatenini i Złote Wydmy − Idri
  - Brzydkie kaczątko i ja – Daphine
  - Wpuszczony w kanał − Mama Rity
  - Pajęczyna Charlotty – Gussy
  - Sposób na rekina − Mama Pysia
  - Wymiennicy – Riley
- 2005:
  - Johnny Test – różne głosy
  - Śniegusie – Ela
  - Przygody Goździka Ogrodnika
  - Kajko i Kokosz – Żuczek Dyzio
  - Fifi – Pajęczynka
  - Noddy i Przygoda na wyspie
  - Karol. Człowiek, który został papieżem – Maria Pomorska
  - Harcerz Lazlo – Hania (seria II)
  - Charlie i fabryka czekolady – Pani Beauregarde
  - Szeregowiec Dolot – Wiktoria
- 2004–2006: Brenda i pan Whiskers – Tiffany Turlington (odc. 16)
- 2004–2006: Liga Sprawiedliwych bez granic – Inza
- 2004:
  - Opowieść z życia lwów – Afra
  - Pani Pająkowa i jej przyjaciele ze Słonecznej Doliny
  - Wymiar Delta – Luna
  - Shrek 2 – Fiona
  - Na górze i na dole
  - Koszmarny Karolek
  - Tom – Wanda
  - Przygody Lisa Urwisa – Żona Renarta
  - Ruchomy zamek Hauru – Matka Sophie
- 2003–2005: Młodzi Tytani – Kometa (seria III)
- 2003–2004: Megas XLR – różne głosy
- 2003:
  - Xiaolin – pojedynek mistrzów – Kimiko
  - Tutenstein
  - O rety! Psoty Dudusia Wesołka – Tasia
  - Gdzie jest Nemo? – Deb
  - Sindbad: Legenda siedmiu mórz – Eris
  - 101 dalmatyńczyków II. Londyńska przygoda
  - Zapłata
  - Shrek 3-D – Królewna Fiona
  - Nawiedzony dwór – Klientka
  - Piotruś Pan – narratorka
  - Kot w kapeluszu – Joan Walden
- 2003–2009: Niezwykłe ranki Marcina Ranka – Marcin
- 2002−2006: Jimmy Neutron: mały geniusz – 
  - Mama,
  - Brobot
- 2002–2006: Jimmy Neutron: mały geniusz – Mama
- 2002–2005:
  - Co nowego u Scooby’ego?
  - Baśnie i bajki polskie – różne głosy
- 2002–2013: Maks i Ruby – Maks
- 2002–2004: Pan Andersen opowiada
- 2002–2003: Psie serce – Rosy
- 2002:
  - Roztańczona Angelina
  - Jak to działa? – różne głosy
  - Król Maciuś Pierwszy – Hela
  - Pinokio – Wróżka
  - Barbie jako Roszpunka – Penelopa
  - 8. Mila – Jeneane
  - Dzika rodzinka
  - Milusiaki
  - Tego już za wiele – Pierwsza Dama
- 2001–2004:
  - Bliźniaki Cramp – Wendy (seria I i II)
  - Lizzie McGuire – Jo, matka Lizzie
- 2001–2003: Małe zoo Lucy – Ania Anakonda (odc. 46 i 52)
- 2001–2002: Jak dwie krople wody – Chloe Carlson
- 2001: Magiczne święta Franklina – Franklin
- 2001: Czarodziejskie święta Franklina – 
  - Franklin,
  - Młoda Babcia Żółw,
  - Becia
- 2001:
  - Wróżkowie chrzestni – Mandie
  - Twipsy – Lisy
  - Pokémon 3: Zaklęcie Unown
  - Mali agenci – Pani Gradenko
  - Potwory i spółka – Instruktorka Flint
  - Shrek – Królewna Fiona
  - Maluchy spod ciemnej gwiazdki – Tina
- 2000–2006: Hamtaro – wielkie przygody małych chomików – Hamtaro
- 2000–2003: X-Men: Ewolucja – Mystique
- 2000:
  - Królowie i królowe
  - Franklin i zielony rycerz – Franklin
  - Spotkanie z Jezusem (wersja telewizyjna)
  - Kruche jak lód: Walka o złoto
  - Projekt Merkury
  - Łatek
  - Pełzaki w Paryżu
- 1999–2002: Szał na Amandę – narrator
- 1999–2000: Digimon – różne głosy
- 1999: Nieustraszeni ratownicy – Wendy Waters
- 1998–1999: 
  - Zły pies – Penelopa Potanska
  - Renata – Renata

- 1998:
  - Rudolf czerwononosy renifer – Mała Fiołek
  - Dziesięcioro przykazań – opowieści dla dzieci
  - Papirus – księżniczka Egiptu
- 1997–1998: Przygody Olivera Twista
- 1997–2002: Witaj, Franklin – Franklin
- 1996: Pinokio – Pinokio (wersja telewizyjna)
- 1996: Rodzina Pytalskich – Victor Pytalski
- 1995–2001: Mały Miś – Mama Małego Misia
- 1995: Księżniczka Tenko
- 1994: Superświnka – Kassie Carlsen
- 1994–2004: Tabaluga – Milunia
- 1992:
  - Nowe podróże Guliwera – Folia
  - Tęczowe rybki
  - W 80 marzeń dookoła świata
- 1991: Ali Baba
- 1990:
  - Filiputki – Lilijka
  - Tukany na tropie – kaczka Szalejka
- 1989: Buli – Bulinka (wersja z 2008 roku)
- 1985: Guziczek – Guziczek
- 1985–1991: Gumisie – Pajęczyca (odc. 49)
- 1984–1985: Tęczowa kraina – Tęczulka
- 1984–1987: Łebski Harry
- 1983: Dookoła świata z Willym Foggiem – Romy (wersja TVP2)
- 1983: Kaczor Donald przedstawia
- 1981: Listonosz Pat
- 1981–1990: Smerfy – Piękna Hogata
- 1980: Mały rycerz El Cid
- 1976: Pinokio –
  - Pinokio,
  - Narrator

### Gry komputerowe
- 2001: Pszczółka Maja: Urodzinowa niespodzianka – Maja
- 2011: Arcania: Upadek Setarrif – Karella

## Reżyseria dubbingu
- 2008: Mass Effect
- 2015: Wiedźmin 3 Dziki Gon